# 伍德伯里 (新澤西州)
伍德伯里（英語：Woodbury）是美國新澤西州格洛斯特縣的縣治。根據2010年人口普查，本城共有人口10,174人，相對2000年來說減少了133人，即下降了1.3%。而2000年的人口相對1990年來說亦減少了597人，即下降了5.5%。
伍德伯里於1854年3月27日以自治市鎮的形態成立。於1871年1月2日，伍德伯里重組成為城市。

## 地理
伍德伯里的座標為39°50′16″N 75°09′06″W / 39.837907°N 75.15153°W（39.837907,-75.15153）。根據2000年人口普查，本城面積為2.059平方英里（5.33平方），其中2.009平方英里（5.20平方）為陸地，0.050平方英里（0.13平方）為水域，佔總面積的2.43%。